# Protesterna i Spanien 2011–2012
Protesterna i Spanien 2011–2012, också känd under namnen Movimiento 15-M, indignados eller den spanska revolutionen,[källa behövs] var en serie demonstrationer och protester i Spanien. Protesterna började den 15 maj 2011 via sociala nätverk.
Det uttalade målet var att uppnå starkare demokrati, bekämpa korruption, få ordning på finanserna samt garantera att folk ska kunna ha en bostad, få utbildning med mera.